# 久万B&G海洋センター
久万B&G海洋センター（くまB&Gかいようセンター）は、愛媛県久万高原町にあるスポーツ施設である。

## 概要
- 愛媛県上浮穴郡久万高原町菅生2番耕地1644番地1号
- 午前9時 - 午後10時（プールは午前10時 - 午後8時）

## 施設

### 体育館
- 面積:726.15 m2（30.90m×23.50m）
- バレーボールコート2面
- バスケットボールコート1面
- バドミントンコート4面

### 第二体育館
- 面積：456.30 m2（29.25m×15.60m）
- 卓球台7台
- 剣道コート2面

### 上屋付プール
- 875.06 m2
- 一般用プール（25m×13m、6コース、水深両側1.1m、中心1.2m）
- 幼児用プール（10m×6m、水深50〜60cm）

### その他
- 駐車場（80台収容）